# 山口県立柳井高等学校
山口県立柳井高等学校（やまぐちけんりつ やないこうとうがっこう）は、山口県柳井市古開作に所在する公立高等学校。
略称は「柳高」（りゅうこう）。

## 概要
1907年（明治40年）創立の高等女学校を前身とする「山口県立柳井女子高等学校」と1921年（大正10年）創立の旧制中学校を前身とする「山口県立柳井高等学校」（男子校）の2校が1949年（昭和24年）に統合され「山口県立柳井高等学校」となった。
校是は「右文尚武」（読みは「ゆうぶんしょうぶ」。「文武両道」と同義。）。
校歌は旧制中学校時代の1922年（大正11年）に制定。作詞は久継啓作、作曲は近藤義次による。歌詞は3番まであり、3番に校名の「柳高」が登場する。これは旧制中学校時代「柳中」であったものが新制高等学校発足時に「柳高」に変更されたものである。応援歌は「門出の歌」、「応援歌第一号」、「応援歌第二号」がある。
同窓会は「柳高同窓会」と称し、以下の支部を置いている。
- 山口県外 - 東京支部、近畿支部、広島支部（鯉柳会）
- 山口県内 - 山口支部、周南支部、岩国支部（錦柳会）、田布施支部（琴柳会）、玖西支部（岩国市周東町）、大和支部（光市）、宇部・小野田支部、下関支部、由宇支部

山口県教育委員会は当校の生徒募集を2026年度（令和8年度）に停止し、周辺5高校（当校、柳井商工高校、熊毛南高校、田布施農工高校、熊毛北高校）の普通科と商業科を統合した新たな高校を、当校の校舎・敷地に設置する方針を固めている。

## 沿革

### 高等女学校時代
- 1907年（明治40年）4月 - 「柳井町立柳井女学校」として開設。
- 1910年（明治43年）6月 - 「柳井町立柳井高等女学校」と改称。
- 1914年（大正3年）6月 - 郡立移管により、「玖珂郡立柳井高等女学校」と改称。
- 1921年（大正10年）
  - 1月 - 冬服を和服から洋服へ変更。
  - 4月 - 夏服も和服から洋服へ変更。
- 1923年（大正12年）4月 - 県立移管により「山口県立柳井高等女学校」と改称。
- 1932年（昭和7年）6月 - 制服が山口県共通となる。
- 1941年（昭和16年）4月 - 戦時体制により、制服が丸襟・モンペに変更される。
- 1944年（昭和19年）6月 - 光海軍工廠への学徒動員が開始。
- 1945年（昭和20年）
  - 4月1日 - 学校での授業が休止となる。ただし動員は継続。
  - 8月14日（終戦前日）- 空襲により光・岩国で動員されていた生徒16名が犠牲となる。
  - 8月15日 - 終戦。
  - 9月 - 授業を再開。
- 1946年（昭和21年）4月 - 修業年限が5年となる（ただし4年で卒業することもできた）。
- 1947年（昭和22年）4月1日 - 学制改革（六・三制の実施）が行われる。
  - 高等女学校の募集を停止する。
  - 新制中学校を併設し（名称:山口県立柳井高等女学校併設中学校、以下・併設中学校）、高等女学校1・2年修了者を新制中学校2・3年生として収容。
  - 併設中学校は経過措置として暫定的に設置されたもので、新たに生徒募集は行われず、在校生が2・3年生のみの中学校であった。
- 1948年（昭和23年）4月1日 - 学制改革により高等女学校が廃止され、新制高等学校「山口県立柳井女子高等学校」が発足。
  - 高等女学校卒業者（5年修了者）を新制高校3年生、高等女学校4年修了者を新制高校2年生、併設中学校卒業者（3年修了者）を新制高校1年生として収容。
  - 通常制普通課程（全日制課程 普通科）と家庭課程（家政科）を設置。
  - 併設中学校を継承し（名称:山口県立柳井女子高等学校併設中学校）、在校生が1946年（昭和21年）に高等女学校へ最後に入学した3年生のみとなる。
- 1949年（昭和24年）
  - 3月31日 - 併設中学校を廃止。　　
  - 4月1日 - 統合により、「山口県立柳井高等学校 東校舎」となる。

### 旧制中学校（男子校）時代
- 1921年（大正10年）4月 - 「山口県立周東中学校」が創立。
  - 入学資格を尋常小学校を卒業した12歳以上の男子とし、修業年限を5年（現在の中1から高2に相当）とする。
- 1922年（大正11年）4月 - 現在位置に校舎が完成し移転を完了。校歌を制定。
- 1923年（大正12年）4月 - 「山口県立柳井中学校」と改称。
- 1924年（大正13年）11月 - 第1回大運動会を実施。青龍、朱雀、白虎、玄武の4組に分かれて競技を行う。
- 1925年（大正14年）8月 - 野球部、第11回全国中等学校優勝野球大会（夏の甲子園大会の前身）に初出場。
- 1931年（昭和6年）4月 - 制服を山口県共通のものに変更。
- 1933年（昭和8年）3月 - 第1回防空演習を実施。
- 1940年（昭和15年）- 柳中体操（現・柳高体操）を創作。
- 1941年（昭和16年）4月1日 - 国民学校令の施行により、入学資格が国民学校初等科を修了した12歳以上の男子に変更となる。
- 1943年（昭和18年）4月1日 - 中等学校令の施行により、この時の入学生から修業年限が4年（現在の中1から高1に相当）となる。
- 1944年（昭和19年）6月 - 光海軍工廠への学徒動員が開始。
- 1945年（昭和20年）
  - 3月 - 4年生（1941年（昭和16年）入学生）と5年生（1940年（昭和15年）入学生）の合同卒業式が行われる。
    - 教育ニ関スル戦時非常措置方策により、中等学校令の施行される前に入学した生徒にも修業年限4年が適用されることとなったため。　　

  - 4月 - 学校での授業が停止となる。ただし動員は継続。
  - 8月14日（終戦前日）- 空襲により光・岩国で動員されていた生徒16名が犠牲となる。
  - 8月15日 - 終戦。
  - 9月 - 授業を再開。
- 1946年（昭和21年）4月 - 修業年限が5年となる（ただし4年で卒業することもできた）。
- 1947年（昭和22年）4月1日 - 学制改革（六・三制の実施）が行われる。
  - 旧制中学校の募集を停止する。
  - 新制中学校を併設し（名称:山口県立柳井中学校併設中学校、以下・併設中学校）、旧制中学校1・2年修了者を新制中学校2・3年生として収容。
  - 併設中学校は経過措置として暫定的に設置されたもので、新たに生徒募集は行われず、在校生が2・3年生のみの中学校であった。
- 1948年（昭和23年）
  - 4月1日 - 学制改革により旧制中学校が廃止され、新制高等学校「山口県立柳井高等学校」が発足。
    - 旧制中学校卒業者（5年修了者）を新制高校3年生、旧制中学校4年修了者を新制高校2年生、併設中学校卒業者（3年修了者）を新制高校1年生として収容。
    - 通常制普通課程（全日制課程 普通科）を設置。
    - 併設中学校を継承し（名称:山口県立柳井高等学校併設中学校）、在校生が1946年（昭和21年）に旧制中学校へ最後に入学した3年生のみとなる。

  - 5月 - PTAが発足。
- 1949年（昭和24年）
  - 3月31日 - 併設中学校を廃止。　　
  - 4月1日 - 統合により、「山口県立柳井高等学校 西校舎」となる。

### 統合
- 1949年（昭和24年）4月1日 - 上記2校が統合され、「山口県立柳井高等学校」（男女共学）となる。通常制普通課程と家庭課程を設置。 
  - 旧男子校を「西校舎」、旧女子校を「東校舎」として使用を継続。
- 1950年（昭和25年）11月 - 第1回男女合同運動会を開催。
- 1951年（昭和26年）4月 - 補習科を設置。
- 1958年（昭和33年）8月 - 野球部、第40回全国高等学校野球選手権大会において全国優勝を果たす（旧制中学時代を含めると5回目の出場）。
- 1960年（昭和35年）
  - 7月 - 12教室を増築。
  - 9月 - 東校舎（旧・女子校）を廃止。水洗トイレを設置。
- 1961年（昭和36年）3月 - 9教室を増築。
- 1962年（昭和37年）3月 - 3教室を増築。
- 1963年（昭和38年）
  - 4月 - 家庭科を家政科に変更。
  - 6月 - 理科特別教室が完成。
- 1965年（昭和40年）4月 - 家庭美術特別教室が完成。
- 1967年（昭和42年）3月 - 本館が完成。
- 1968年（昭和43年）3月 - 屋内運動場（体育館）が完成。
- 1969年（昭和44年）
  - 4月 - 家庭経営保育室・音楽教室・補習科教室が完成。
  - 12月 - 男子生徒の長髪を許可。
- 1970年（昭和45年）
  - 4月 - 格技場が完成。
  - 8月 - 第1回集団宿泊訓練を岩城山で実施。
- 1972年（昭和47年）12月 - 動員学徒慰霊碑「紅」が設置される。
- 1974年（昭和49年）6月 - 柳井文化福祉会館前に「柳井高等女学校跡」石碑を建立。
- 1975年（昭和50年）
  - 3月 - プールが完成。
  - 7月 - 弓道場が完成。
- 1978年（昭和53年）9月 -「運動会」の呼称を「体育祭」に変更。
- 1981年（昭和56年）4月 - 家政科の募集を停止。
- 1982年（昭和57年）3月 - 多目的教室が完成。
- 1983年（昭和58年）3月 - 家政科を廃止。
- 1984年（昭和59年）3月 - 視聴覚教室が完成。
- 1985年（昭和60年）2月 - 野球部雨天投球練習場が完成。
- 1986年（昭和61年）3月 - 「柳井高等学校史」を発刊。
- 1989年（平成元年）3月 - 柔剣道場・雨天練習場が完成。
- 1992年（平成4年）4月 - 普通科に科学英語コースを設置。
- 1993年（平成5年）12月  - 生徒会長に初めて女子が選出される。
- 1994年（平成6年）3月 - LL教室を整備。
- 1999年（平成11年）4月 - 全クラスが男女混合クラスとなる。
- 2002年（平成14年）
  - 2月 - 普通教室棟を改築。
  - 4月 - 理数科を設置。普通科科学英語コースの募集を停止。45分7限授業を開始。
- 2003年（平成15年）4月 - 山口県立柳井商業高等学校・山口県立柳井工業高等学校の2校と学校間連携を開始。
- 2004年（平成16年）3月 - 普通科科学英語コースを廃止。
- 2006年（平成18年）
  - 4月 - 理数科の生徒募集を停止。
  - 5月 - スクールカウンセラーを配置。
- 2007年（平成19年）
  - 1月 - 理科・美術・家庭特別教室が完成。
  - 10月 - 創立100周年記念式典を挙行。
- 2008年（平成20年）3月 - 理数科を廃止。

## 部活動
運動部
- 硬式野球部
  - 春のセンバツ甲子園大会 - 全国大会に4回出場。
    - 初. 1926年（第3回）
    - 2. 1928年（第5回、2年ぶり）
    - 3. 1953年（第25回、25年ぶり）
    - 4. 1957年（第29回、4年ぶり）

  - 夏の甲子園大会 - 全国大会に7回出場。
    - 初.1925年（第11回）
    - 2. 1926年（第12回、2年連続）
    - 3. 1948年（第30回、22年ぶり）
    - 4. 1949年（第31回、2年連続）
    - 5. 1958年（第40回、9年ぶり）
      - 決勝戦で、徳島商業高等学校を7-0で下し、全国優勝している。また、現在使用されている真紅の大優勝旗を最初に手にした。なお、この大会の決勝で対戦した徳島商業の板東英二は奪三振の記録（83奪三振）を樹立している。

    - 6. 1972年（第54回、14年ぶり）準優勝
    - 7. 1984年（第66回、12年ぶり）
- 軟式野球部
- 卓球部
- バスケットボール部
- バレーボール部
- ソフトテニス部
- 陸上競技部
- 弓道部
- 剣道部
- 柔道部（休部中）

文化部
- 物理化学部
- 生物地学部
- 新聞部
- 文芸部
- 弦楽部
- 吹奏楽部
- 美術部
- 英語部
- 茶華道部
- 箏曲部

## 著名な出身者

### 政治
- 平井龍 - 元山口県知事
- 山本繁太郎 - 元山口県知事・元内閣官房地域活性化統合事務局長・元国土交通省住宅局長
- 安広欣記 - 元民社党顧問・元読売新聞政治部次長・政治評論家

### 経済
- 沖原隆宗 - 三菱UFJフィナンシャルグループ会長
- 藤中章三 - 日本経営数理コンサルティング創業者・社長

### 学術
- 伊藤敬一 - 元北海道薬科大学学長
- 玉野井芳郎 - 元東京大学教授
- 茅原郁生 - 拓殖大学名誉教授
- 難波和彦 - 東京大学大学院教授
- 広中平祐 - フィールズ賞受賞者・元ハーバード大学教授・元山口大学学長
- 米田雅子 - 慶應義塾大学理工学部教授・内閣府規制改革会議委員

### 文化
- 國弘威雄 - 脚本家
- 小松茂美 - 古筆学者、柳井市名誉市民
- 前田勝則 - ピアニスト

### 芸能
- 沖永優子 - ローカルタレント
- 廣川三憲 - 俳優
- 松島詩子 - 歌手、柳井市名誉市民

### 野球
- 鍵谷康司 - 元プロ野球選手
- 岡村隆則 - 元プロ野球選手
- 杉田屋守 - 元プロ野球選手（ベーブ・ルース、ルー・ゲーリッグが出場した第2回日米野球大会の日本選抜メンバー）・元黒鷲軍監督
- 戸川一郎 - 元プロ野球選手・元プロゴルファー
- 遠井吾郎 - 元プロ野球選手
- 増本一郎 - 元プロ野球選手
- 原田豊 - 元柳井高校野球部監督・北海道日本ハムファイターズ二軍監督

### 放送
- 國本泰功 - KRYアナウンサー
- 齋藤隆也 - 元NHKアナウンサー

### その他
- 田中良子 - 元卓球選手